# Thobias Montler
Thobias Montler (Landskrona, 15 februari 1996) is een Zweeds atleet, gespecialiseerd in het verspringen. Hij won meerdere medailles op Europese en wereldkampioenschappen en vertegenwoordigde Zweden op de Olympische Spelen van 2020 en 2024.

## Levensloop
Montler begon zijn atletiekcarrière bij IF Kronan en trainde later bij Malmö AI onder coach Yannick Tregaro. In 2019 liet hij officieel de naam "Nilsson" vallen, omdat deze niet op zijn startnummers of vliegtickets paste en hij die naam persoonlijk niet gebruikte.
Hij behaalde zijn eerste internationale succes met een bronzen medaille op de Europese kampioenschappen U23 in 2017. In 2018 werd hij vierde op de Europese kampioenschappen atletiek 2018.  Montler won zilver op de Europese indoorkampioenschappen van 2019, 2021 en 2023.  Zijn grootste succes tot nu toe is de zilveren medaille op de Wereldkampioenschappen indooratletiek 2022, waar hij een persoonlijk record van 8,38 meter sprong.
Montler nam deel aan de Olympische Zomerspelen 2020, waar hij zevende werd in de finale met een sprong van 8,08 meter. Tijdens de Olympische Zomerspelen 2024 vertegenwoordigde hij Zweden opnieuw op de Olympische Spelen, maar eindigde hij op de 16e plaats.

## Persoonlijke records
| Onderdeel             | Prestatie | Locatie  | Datum         |
| --------------------- | --------- | -------- | ------------- |
| Verspringen (outdoor) | 8,27 m    | Monaco   | 9 juli 2021   |
| Verspringen (indoor)  | 8,38 m    | Belgrado | 18 maart 2022 |

## Prestaties
| Jaar | Toernooi          | Plaats    | Onderdeel   | Resultaat  |
| ---- | ----------------- | --------- | ----------- | ---------- |
| 2017 | EK U23            | Bydgoszcz | Verspringen | Brons      |
| 2018 | EK                | Berlijn   | Verspringen | 4e plaats  |
| 2019 | EK indoor         | Glasgow   | Verspringen | Zilver     |
| 2021 | EK indoor         | Toruń     | Verspringen | Zilver     |
| 2022 | WK indoor         | Belgrado  | Verspringen | Zilver     |
| 2022 | EK                | München   | Verspringen | Zilver     |
| 2023 | EK indoor         | Istanboel | Verspringen | Zilver     |
| 2020 | Olympische Spelen | Tokio     | Verspringen | 7e plaats  |
| 2024 | Olympische Spelen | Parijs    | Verspringen | 16e plaats |